# Galata SK
Galata SK ist ein türkischer Fußballverein aus dem Istanbuler Bezirk und Stadtteil Galata. In den Jahren 1966 bis 1993 war der Verein ständiges Mitglied der TFF 2. Lig bzw. TFF 1. Lig und spielt seit 1993 in den unteren Istanbuler Amateurligen. Der Verein steht in keiner Beziehung zum bekannten türkischen Traditionsverein Galatasaray Istanbul und die Namensähnlichkeit resultiert daher, dass beide Teams im selben Stadtteil ansässig sind. Seine Spiele trägt der Verein im 6000 Zuschauer fassenden Yıldıztabya-Stadion aus.

## Geschichte

### Gründung
Der Verein wurde 1932 unter der Führung von Suat Karaosman im Istanbuler Stadtteil Galata als Çeşme Meydanı Gençlerbirliği. Zwei Jahre später wurde der Verein als Eingetragener Verein angemeldet und nahm an der İstanbul Futbol Ligi (dt. Istanbuler Fußballliga) teil. 1936 fand man an dem Vereinsnamen keinen Gefallen mehr und änderte ihn in Galata Gençlerbirliği um. 1940 vereinigte man sich mit dem Bozkurt Kulübü zu dem Verein Galata Gençlik Spor. Zu den Vereinsgründern während der Fusion mit Bozkurt gehörten Saim Birkök, Kamil Bingöl, Server Işıltan, Tevfik Tarı, Nuri Mertçil, Yusuf Çakır und Sabri Cindemir. Später änderte man den Namen schließlich in die heutige Form in Galata Spor Kulübü, kurz Galata SK, um.

### Die Zeit in den Istanbuler Fußballligen
Galata SK spielte die nachfolgenden Jahre in den unteren Istanbuler Fußballligen mit. In der Saison 1955/56 erreichte Galata die Meisterschaft der İstanbul Mahalli Profesyonel Ligi und hätte nach der damaligen Regelung in die İstanbul Profesyonel Ligi, der höchsten Spielklasse in Istanbul aufsteigen müssen. Aus nicht erörterten Gründen wurde Galata trotz Aufstiegs nicht in diese Liga aufgenommen.
Ab dem Sommer 1956 nahm der Verein an der neueingeführten İstanbul İkinci Profesyonel Ligi, auch unter dem Namen İstanbul İkinci Profesyonel Küme geläufig, (dt.: 2. Istanbuler Profiliga) teil. Bis zu diesem Zeitpunkt hatte in der Türkei keine nationale Liga existiert, sondern nur regionale Ligen in den größeren Ballungszentren, von denen die İstanbul Profesyonel Ligi (dt.: Istanbuler Profiliga) die renommierteste gewesen war. Diese Liga ersetzte erst im Sommer 1952 die İstanbul Futbol Ligi und wurde bis zum Sommer 1956 ohne Abstieg ausgetragen. Da immer mehr Vereine die Teilnahme an der Istanbuler Profiliga beantragten und die Verantwortlichen die Attraktivität dieser Liga erhöhen wollten, wurde die 2. Istanbuler Profiliga eingeführt. Der Meister dieser Liga sollte fortan den Absteiger aus der 1. Istanbuler Profiliga ersetzen und die Nachfrage der übrigen Istanbuler Vereine decken. Galata zählte zu den Gründungsmitgliedern dieser Liga und beendete die erste Saison als Meister und hätte so in die 1. Istanbuler Profiliga aufsteigen müssen. Trotz der erreichten Meisterschaft verweigerte der nationale Fußballverband den Aufstieg.
Ab Frühjahr 1959 wurde im türkischen Fußball die erste landesweit ausgelegte Millî Lig, mit heutigem Namen Süper Lig, neugegründet. Sie ersetzte alle regionalen Ligen des Landes als höchste Spielklasse und damit auch die İstanbul Profesyonel Ligi. Mit der Gründung der Millî Lig verließen alle großen Istanbuler Mannschaften wie Galatasaray, Beşiktaş, Fenerbahçe, Karagümrük SK u. a. die Istanbuler Profiligen. Alle verbliebenen Istanbuler Mannschaften, darunter auch Galata SK, spielten in den Istanbuler Ligen weiter, die jetzt den Status einer regionalen Amateurliga erhielten. Galata SK errang in den unteren Istanbuler Ligen zwei Meisterschaften.

### Einstieg in den Profifußball
Der türkische Fußballverband verkündete, für die Spielzeit 1963/64 eine zweithöchste professionelle Liga einführen zu wollen. Der Hauptgrund für die Ligagründung war: Im Sommer 1959 wurde die erste landesweit ausgetragene professionale Liga im türkischen Fußball, die Millî Lig, mit heutigem Namen die Süper Lig, eingeführt. In den ersten fünf Spielzeiten dieser Liga ergab sich das Bild, dass lediglich Mannschaften aus den drei Großstädten Istanbul, Ankara und Izmir am Spielgeschehen teilnahmen und die restlichen Provinzen der Türkei der Liga fernblieben. Lediglich Adana Demirspor aus der viertgrößten Stadt Adana schaffte es im Sommer 1960 in die Millî Lig, stieg aber bereits nach einer Saison wieder ab. Nach diesen Entwicklungen beschloss der türkische Fußballverband Anfang der 1960er Jahre ein Projekt zu starten, wodurch alle Provinzen der Türkei am Profifußballgeschehen teilhaben konnten. Zu diesem Zweck wurde landesweit den Gouverneuren und Notabeln aller Provinzen mitgeteilt, dass sie, falls nicht vorhanden, durch die Gründung eines konkurrenzfähigen Fußballvereins, ihre Provinz in dieser Liga vertreten könnten. Dadurch wurden binnen weniger Jahre neue Vereine gegründet und die Teilnahme an der zum Sommer 1963 neu gegründeten zweithöchste Liga, der 2. Lig, beantragt. So wurde die zweithöchste Spielklasse, die Türkiye 2. Futbol Ligi, mit der Spielzeit 1963/64 das erste Mal gestartet. Da die Provinzen die Vereinsgründung, die Erfüllung der Auflagen bzw. die Teilnahme unterschiedlich schnell beantragten, wurde die Liga in ihrer ersten Spielzeiten wieder mit Mannschaften überwiegend aus den vier größten Städten Istanbul, Ankara, Izmir und Adana gespielt. Nur mit Çukurova İdman Yurdu und Bursaspor nahmen zwei Mannschaften aus anderen Provinzen am Spielgeschehen teil. Galata SK wurde in der Zweitligasaison 1966/67 in die Liga aufgenommen.

### Die ersten Zweitligaspieljahre und der Abstieg in die 3. Lig
In der 2. Lig belegte man die ersten zwei Spielzeiten sichere Nichtabstiegs-Plätze im mittleren Tabellensegment. Mit der Spielzeit 1968/69 begann man gegen den Abstieg zu spielen. Nachdem 1968/69 und 1969/70 noch der Klassenerhalt gelang, verpasste man in der Saison 1970/71 den Klassenerhalt und stieg in die neugegründete dritthöchste Spielklasse, in die 3. Lig, ab.

### Abstieg in den Amateurfußball und erneute Zweitligateilnahme
Nach dem Abstieg im Sommer 1971 in die 3. Lig spielte man hier sechs Spielzeiten lang und stieg im Sommer 1977 nach elf Spielzeiten wieder in die Amateurliga ab. Bereits nach einer Spielzeit gelang aber der direkte Wiederaufstieg in die 3. Lig. In die 3. Lig aufgestiegen, verpasste man aber erneut den Klassenerhalt und stieg bereits nach einer Spielzeit wieder in die Amateurliga ab. Zur Saison 1982/83 stieg man erneut von der Amateurliga auf. Da im Sommer 1980 die dritthöchste professionelle Spielklasse abgeschafft wurde, stiegen die Mannschaften von der Amateurliga direkt in die 2. Lig auf. So nahm Galata SK nach elfjähriger Abstinenz wieder an der zweithöchsten türkischen Spielklasse teil. In die 2. Lig aufgestiegen, spielte der Verein vier Spielzeiten lang in dieser Liga. In der Spielzeit 1985/86 verpasste man den Klassenerhalt in der 2. Lig und stieg in die in der Zwischenzeit wiedereingeführte 3. Lig ab.

### 2. Drittligaperiode und Abstieg in den Amateurfußball
Galata SK spielte von 1986 bis 1993 in der 3. Lig und stieg im Sommer 1993 in die Amateurliga ab.

### Neuzeit
Seit 2010 spielt der Verein in der im Sommer 2010 neu eingeführten Istanbul Süper Amateur Ligi. Der Status der Liga entspricht der zweithöchsten türkischen Amateurliga und der sechsthöchsten Spielklasse im türkischen Fußball.

## Ligazugehörigkeit
- 2. Liga: 1966–1971, 1982–1986
- 3. Liga: 1971–1979, 1986–1993
- Regionale Amateurliga: 1959–1966, 1979–1982, seit 1993

## Bekannte ehemalige Spieler
- Metin Aydemir
- Timuçin Çuğ
- Ali Filibeli
- Sefer Karaer
- Mehmet Kulaksızoğlu
- Seyfettin Kurtulmuş

## Ehemalige Trainer (Auswahl)
- Ayhan Erman
- Fahrettin Cansever
- Bedri Baykal (? – Februar 1970)[6]
- İsfendiyar Açıksöz (Februar 1970 – ?)[7]
- Cihat Erbil (August 1981 – Mai 1984)